# Ba Chẽ (xã)
Ba Chẽ là xã của tỉnh Quảng Ninh, Việt Nam.
Thị trấn Ba Chẽ có diện tích 6,99 km², dân số năm 1999 là 3.874 người, mật độ dân số đạt 554 người/km².